# Seututie 471
Pour les articles homonymes, voir Route 471.
La route régionale 471 (finnois : Seututie 471) est une route régionale allant de Nojanmaa à Savonlinna jusqu'à Sappu à Heinävesi en Finlande,.

## Présentation
La seututie 471 est une route régionale de Savonie du Sud.
À Enonkoski, une liaison par bac permet de traverser l'Hanhivirta.

## Parcours
- Nojanmaa
- Hannolanpelto
- Makkola
- Simanala
- Enonkoski
- Simanala
- Ihamaniemi
- Leipämäki
- Sappu

## Galerie

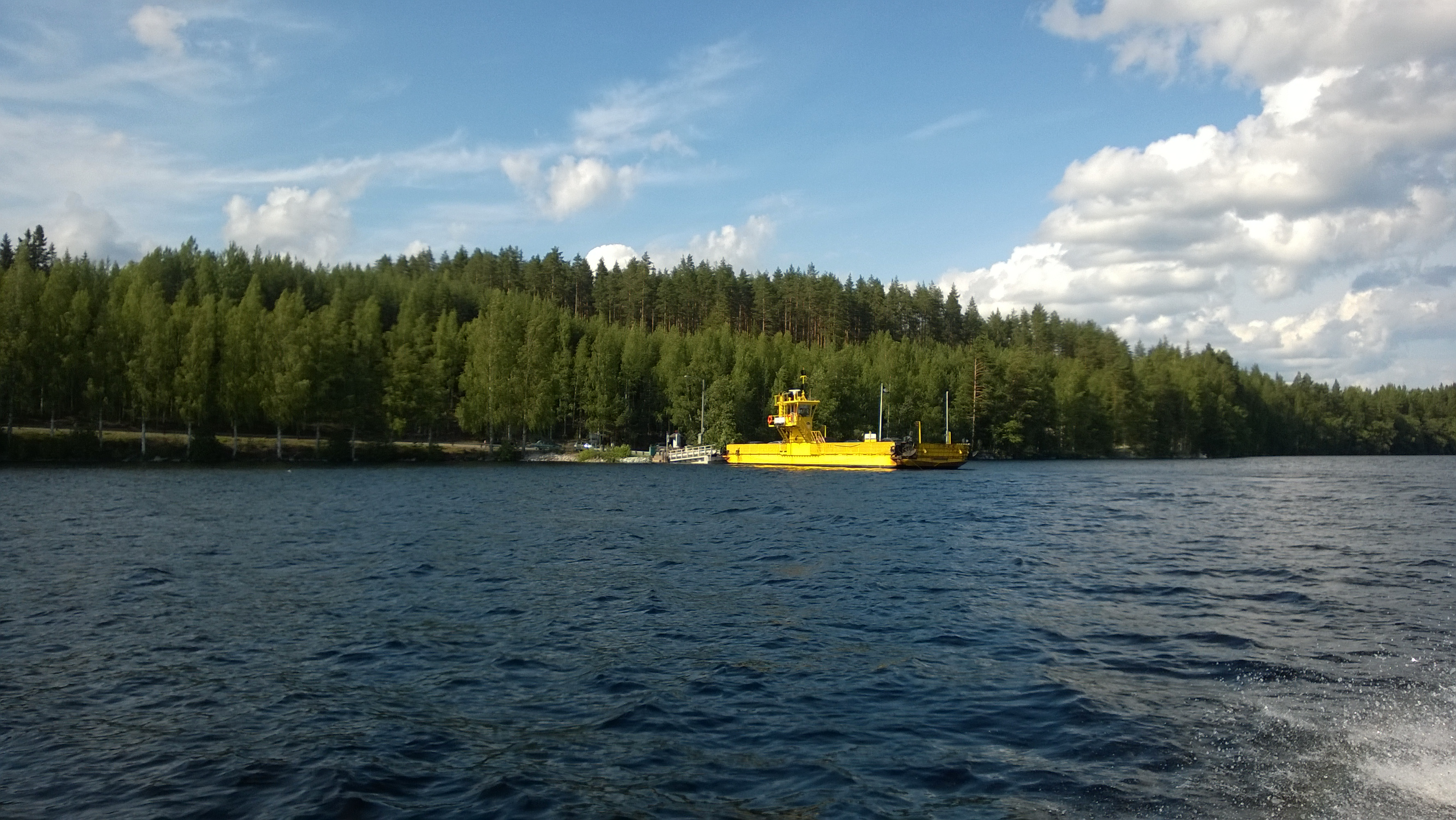
Bac de l'Hanhivirta.
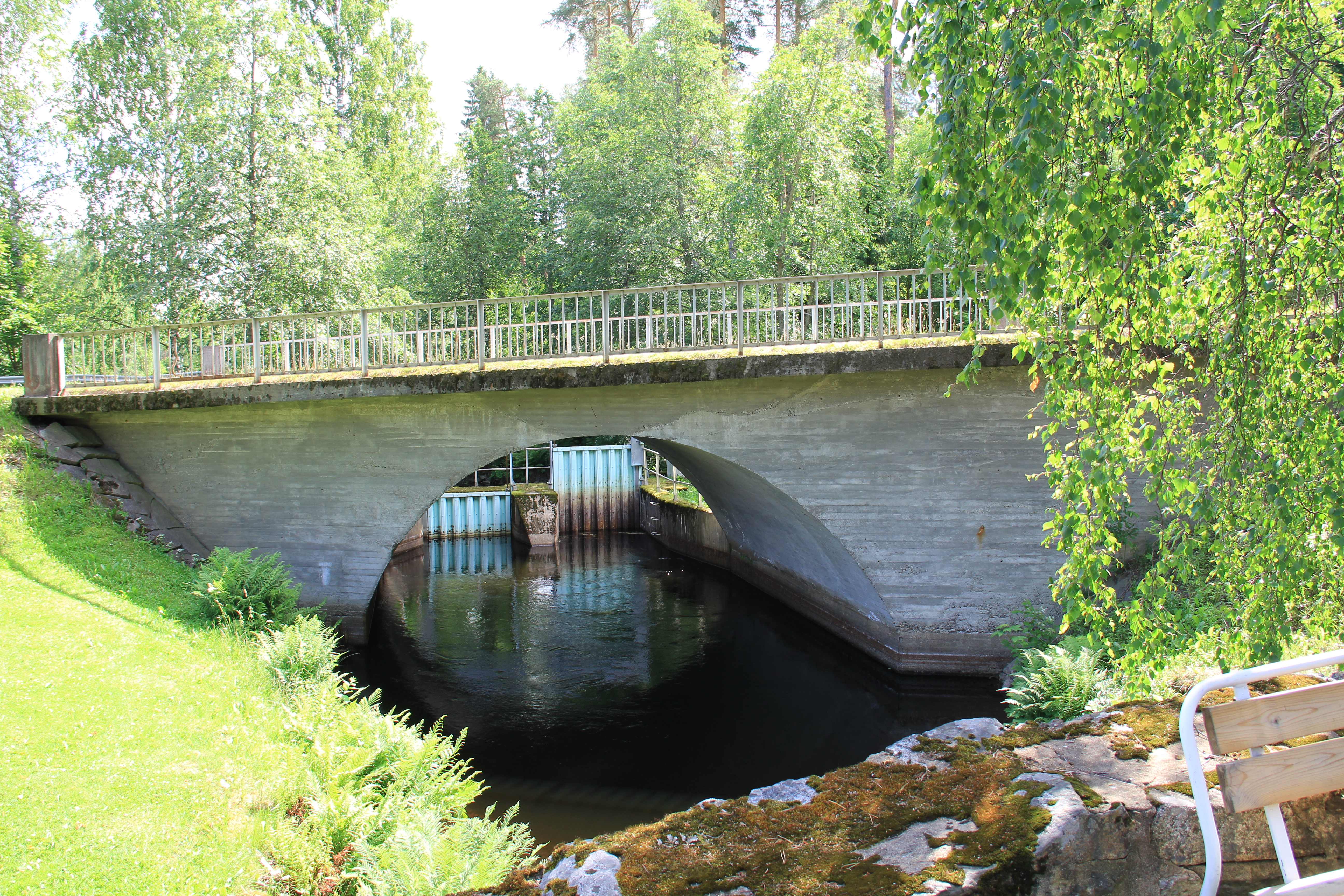
Pont en béton à Enonkoski.
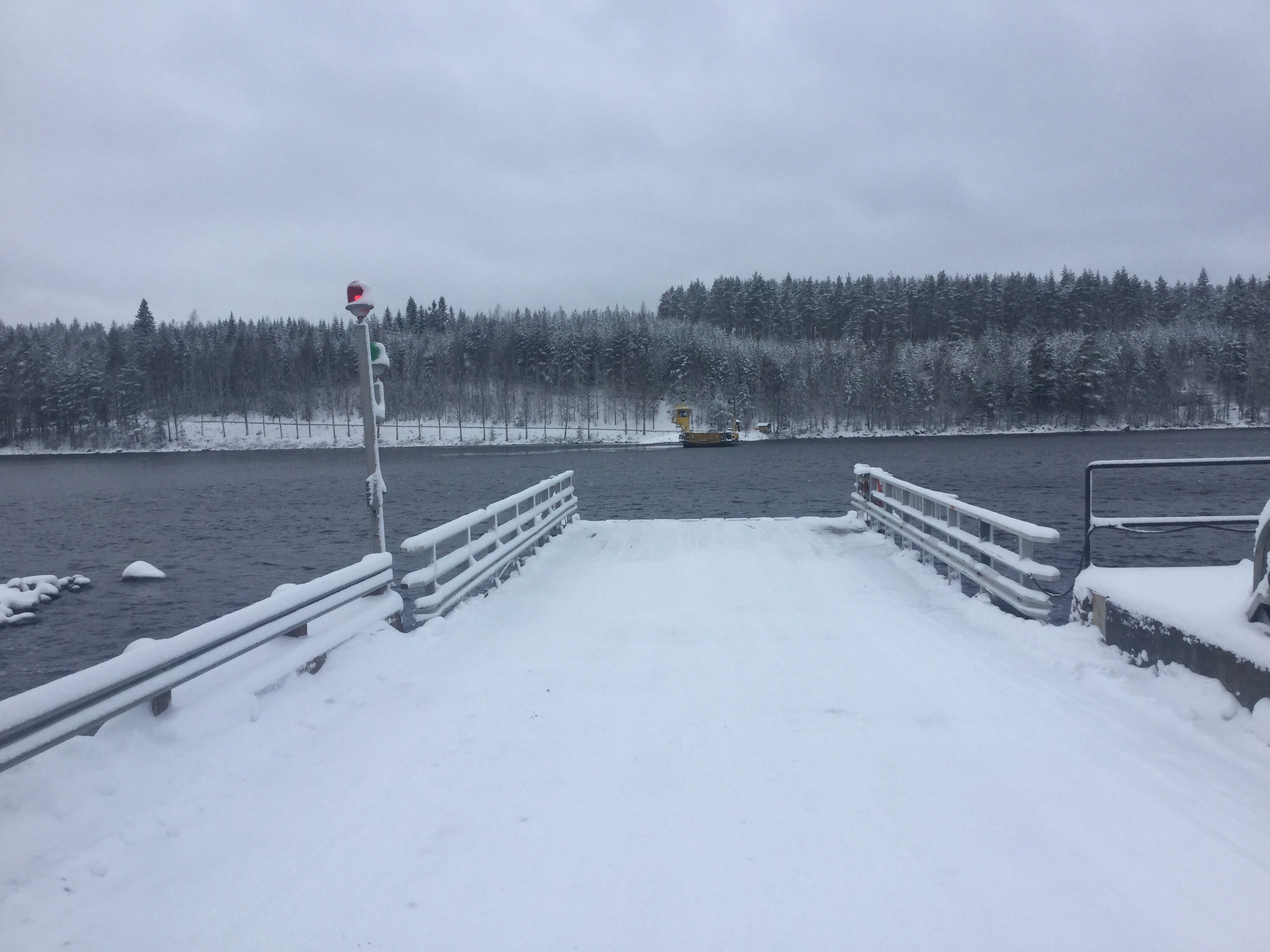
Bac de l'Hanhivirta.